# 横田はるな
横田 はるな（よこた はるな、本名：横田 春菜、1981年3月18日 - ）は、日本の女性シンガーソングライターである。福井県坂井市三国町出身で在住。所属事務所はビクターミュージックアーツ。

## 概要
- 大学時代、名古屋のクラブでマンスリーのR&B限定イベントにシンガーとしてレギュラー出演。2年間クラブでの音楽活動を続けた後、地元福井で受けたソニーSDオーディションで準グランプリを取り、大学卒業後に上京。
- ウォークマンとflower recordsが主催するシンガーのオーディションを受け優勝。その後、eicoのシングル曲のコーラスレコーディング、ライブコーラスを務める。ソニーSD時代に出会ったプロデューサーチーム「Mo'doo-!」とバンドを組みライブなどに出演するも、ドラマーの結婚により解散。

## 来歴
2005年
- 5月、LOVE PSYCHEDELICO日本武道館公演でコーラスを務める。その後福井に戻り、作曲活動・ライブ活動を行う。

2006年
- 8月、FM福井主催「第1回HOME TOWN SONG大賞」優勝。
- 10月〜12月、「幻サマータイム」がKBS京都連続ドラマ「お宝デイズ」（全国7局NET）のエンディングテーマ曲に使用される。

2007年
- 1月30日、JVCエンタテインメントより8曲入りミニアルバム『小さな街』を発表。
- 1月31日、代官山「晴れたら空に豆まいて」にてNONA REEVESをサポートに迎え、グランドピアノと初のフルバンドによるライブを実施。

2008年
- 1月、北陸エリアに展開する結婚式場「迎賓館ヴィクトリア」のCM曲に新曲『Desperado』が使用される。
- 4月、FM福井「ECO〜イイコ ちょっといいことはじめる]」（毎週金曜11時30分-13時00分）メインパーソナリティを務める（2011年3月26日放送分まで）。
- 7月、福井信用金庫のCMに出演。楽曲としても自身の『story』が使用される。
- 7月2日、JVCエンタテインメントより8曲入りミニアルバム『サヨナラデイズ』を発表。
- 10月24日、「機動戦士ガンダム MSイグルー2 重力戦線」主題歌『Mr.Lonely Heart』シングルを発表。
- 11月、山口伊三郎家具店「la 136」（福井県）のCMに『ゆびきり』が使用される。
- 11月26日、同日発売の中島美嘉のアルバム『VOICE』に提供曲『あなたがいるから』が収録される。作詞、作曲を担当。

2009年
- 1月14日、同日発売の坂本真綾のアルバム『かぜよみ』に提供曲『カザミドリ』が収録される。作曲を担当。
- 3月25日、同日発売のCHEMISTRYのアルバム『the CHEMISTRY joint album』に提供曲『RAINBOW』が収録される。堂珍嘉邦と共に作詞を担当。

2010年
- 3月25日、ビクターミュージックアーツより6曲入りミニアルバム『はるな』を発表。

## ディスコグラフィ

### シングル
- 『Mr.Lonely Heart』（2008年10月24日発売）

1. Mr. Lonely Heart
2. 屋根の上でワルツを
3. Mr. Lonely Heart(without vocal)
4. 屋根の上でワルツを(wuthout vocal)

### アルバム
- 『小さな街』（2007年1月30日発売）

1. ヒカリ、フタリ。
2. 幻サマータイム
3. 小さな街
4. ヒーロー
5. 足音のしない街
6. 顔
7. キミとワタシ
8. 空飛ぶビニールが、鳥に見えた日

- 『サヨナラデイズ』（2008年7月2日発売）

1. ハイウェイバス
2. story
3. Desperado
4. 空色自転車〜sorairo-bianchi〜
5. 東京
6. メルルーサ
7. SAY YOU LOVE ME
8. サヨナラデイズ

- 『はるな』（2010年3月25日発売）

1. あなたがいるから
2. ひこうきぐも
3. あいたくて
4. カザミドリ
5. ゆびきり
6. たからもの